# Kriegerdenkmal Bahnhof

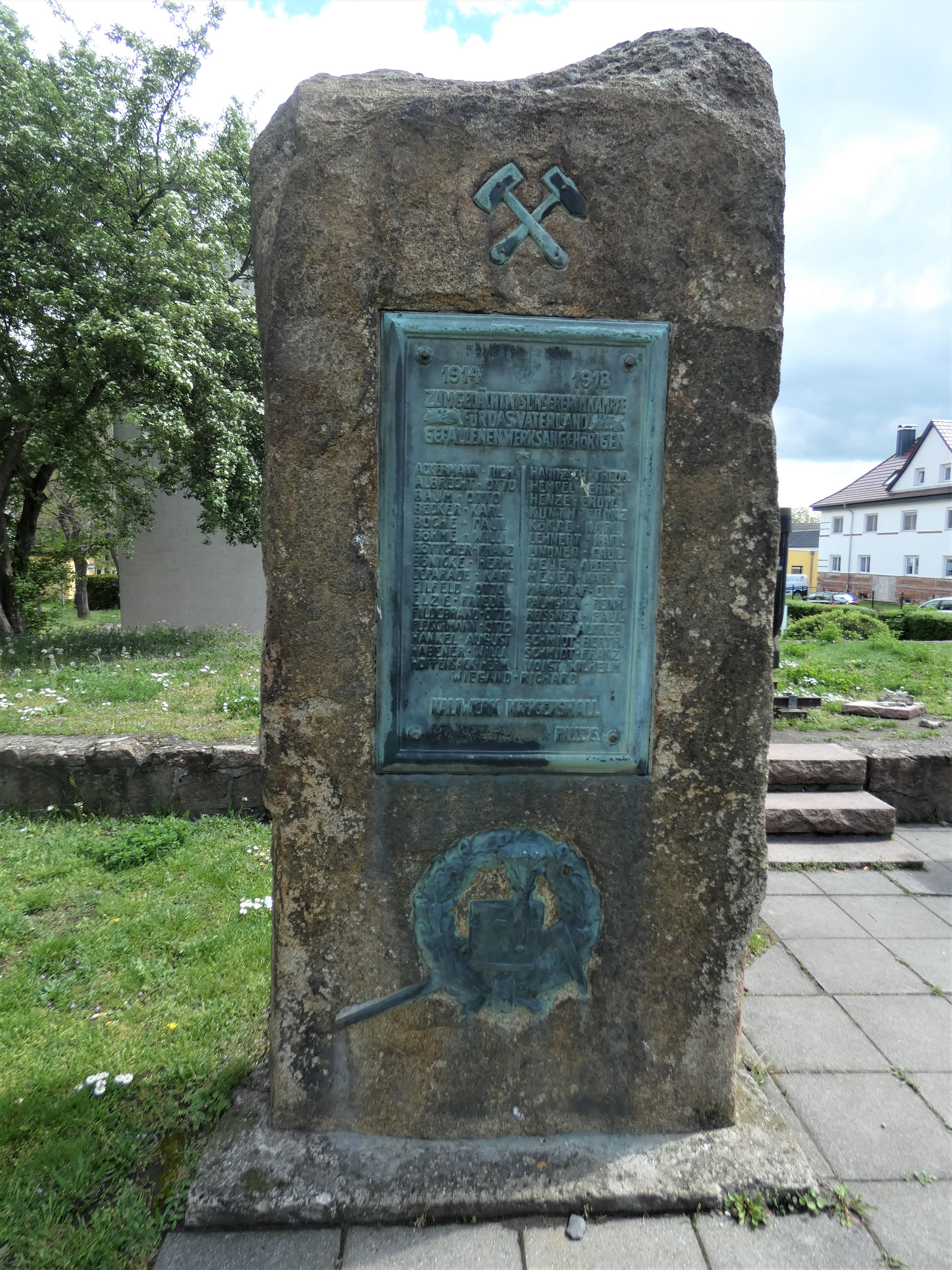
Gefallenen-Denkmal für die Werksangehörigen

Das Kriegerdenkmal Bahnhof ist ein denkmalgeschütztes Kriegerdenkmal im Ortsteil Teutschenthal Bahnhof der Gemeinde Teutschenthal in Sachsen-Anhalt. Im örtlichen Denkmalverzeichnis ist das Kriegerdenkmal unter der Erfassungsnummer 094 55652 als Kleindenkmal verzeichnet.
Das Denkmal ist im Gegensatz zu anderen Kriegerdenkmälern nicht den gefallenen Soldaten einer bestimmten Ortschaft, sondern den im Ersten Weltkrieg gefallenen Werksangehörigen des Kaliwerks Krügershall gewidmet. Es besteht aus einem bearbeiteten rechteckigen Feldstein mit einer Gedenktafel.